# Plasmaférese
Plasmaférese é um processo extracorporal, em que o sangue retirado do paciente é separado nos seus componentes plasma e elementos celulares. Constitui uma variedade da aférese, e o seu principal objetivo é remover elementos específicos do plasma, nomeadamente, os considerados mediadores de processos patológicos, como anticorpos e imunocomplexos autólogos. Existem dois métodos de plasmaférese: a plasmaférese por centrifugação, que requer equipamento complexo, utilizado em bancos de sangue, e a plasmaférese por filtração, realizada em equipamentos exclusivamente concebidos para o efeito e, naturalmente, difíceis de obter. A plasmaférese por filtração com plasmafiltros, adaptados às máquinas de hemodiálise, é a alternativa terapêutica de mais fácil utilização, baixo custo e com a capacidade de ser praticado por pessoal médico e paramédico que trabalhe em unidades renais.